# Маттео ді Чоне
Маттео ді Чоне (1320/30 — до 6 травня 1390) — флорентійський скульптор доби середньовіччя, постачальник мармуру для сакрального будівництва.

## Біографія
Походив з родини ді Чоне, чия художня майстерня була найбільш відомою у Флоренції після Чорної смерті — пандемії чуми XIV століття. Його братами були відомі художники, скульптори Андреа ді Чоне, Нардо ді Чоне, Якопо ді Чоне, що працювали у Флоренції і інших містах Тоскани.
Вступив до цеху мулярів і теслярів 7 липня 1358 року. Впродовж 1359 року працював помічником свого брата на будівництві табернакля у церкві Орсанмікеле. Допомагав брату у будівництві катедри в Орв'єто. Невідомо, чи брав він участь у виконанні скульптур, авторство яких відносять до Андреа ді Чоне. Разом з братами Андреа, Якопо він був названий у заповіті брата Нардо (21 травня 1365 року). Разом з Леонардо Масі він був 1381 року постачальником мармуру для будівництва Орсанмікеле, можливо, як субпідрядчик. З 6 червня 1382 до 15 листопада 1386 року вони надали 12 розписок на постачання мармуру, виступаючи одними з найважливіших постачальників на будівництві флорентійського собору Санта-Марія-дель-Фйоре. Збережені документи однозначно не вказують, що Маттео займався виключно постачанням мармуру. 6 травня 1390 року Якопо ді Чоне поїхав до Пізи врегулювати питання заборгованості і супроводжувати мармур на будівництво собору. Це була остання документальна згадка Матео, який очевидно тоді помер.